# Alfred Chaima
Alfred Mateyu Chaima (ur. 14 lipca 1970 w Nambera) – zambijski duchowny katolicki, biskup Zomby od 2023.

## Życiorys
Święcenia kapłańskie otrzymał 4 lipca 1998 i został inkardynowany do archidiecezji Blantyre. Był m.in. rektorem niższego seminarium, wykładowcą uniwersytetów w Nairobi i w Zombie, sekretarzem arcybiskupim, dyrektorem ośrodka duszpasterskiego, a także sekretarzem generalnym malawijskiej Konferencji Biskupów.
5 czerwca 2023 papież Franciszek mianował go ordynariuszem diecezji Zomba. Sakry udzielił mu 12 sierpnia 2023 arcybiskup George Tambala.